# Musée de la Nativité à Třešť
Le musée de la nativité à Třešť est une annexe du musée de Jihlava installée dans la maison Schumpeter, 462 rue Roosewelt. Il a été fondé en l'année 2003.

## Exposition
Le musée possède plusieurs salles d'expositions consacrées à l'histoire de Třešť et aux crèches traditionnelles.

### L'art de la crèche dans la région de Třešť
Le musée expose une sélection de crèches traditionnelles de la région de Třešť. Ces collections de scènes de la nativité sont en papier ou en bois sculpté. Elles datent des 19e et 20e siècles, mais on peut également admirer des pièces contemporaines, dont les auteurs sont toujours actifs.

### Salle du château
L'exposition dans la salle du château propose un ensemble de pièces de mobiliers et d'autres équipements provenant du château de Třešť, ainsi que des photos des derniers propriétaires du château.

### J. A. Schumpeter
Une salle est dédiée à la famille Schumpeter qui vécut longtemps à Třešť et dont les entreprises spécialisées dans le textile y connurent un grand développement. La maison, dans laquelle se trouve le musée, a appartenu autrefois à cette famille. Dans cette maison est également né en 1883, l'économiste Joseph Alois Schumpeter. Il  est mort aux États-Unis en 1950. La collection présente les archives personnelles de Joseph Alois Schumpeter, informations collectées par les Amis du musée et la ville de Třešť.

### Productions de l'industrie de Třešť
Dans la dernière salle sont présentés des produits traditionnels et des productions de haute qualité. Draperies, vêtements, uniformes, et chapeaux sont exposés, ainsi qu'une horloge comtoise et autres meubles radio et modulaires. Sont également exposés des objets fabriqués à Třešť, comme des pièces d'échecs, un violon, ou une boîte d'allumettes.

## Le chemin des crèches (Betlémská cesta)
À Třešť, de nombreuses familles possèdent leur propre crèche, fruit du travail d’un de leurs membres, mais aussi parfois achetée. Les visiteurs sont les bienvenus pour les admirer en suivant, chaque année, le chemin des crèches du 26 décembre au 2 janvier.

### Référence
1. ↑  (cs) Site de l'association des Amis des crèches à Třešť.
2. ↑  (cs) Page du musée dans le site de la ville de Třešť.
3. ↑  (fr) A Třešť, les familles exposent leurs crèches chez elles
4. ↑  (cs) Page du château dans le site du musée de Třešť.